# Trường Trung học phổ thông chuyên Vĩnh Phúc
Trường Trung học Phổ thông Chuyên Vĩnh Phúc được thành lập theo quyết định 382/QĐ-UB ngày 23 tháng 4 năm 1997, là một trường trung học phổ thông công lập nằm ở thành phố Vĩnh Yên, tỉnh Vĩnh Phúc, là trường trung học phổ thông chuyên duy nhất của tỉnh Vĩnh Phúc.

## Lịch sử
Trường Trung học phổ thông chuyên Vĩnh Phúc được thành lập ngày 23/5/1997, trường có nhiệm vụ giáo dục, đào tạo học sinh đạt kết quả cao, phát hiện bồi dưỡng tài năng, năng khiếu của học sinh ở một số môn học cơ bản.
Đội ngũ giáo viên nhà trường có 81 thầy cô, trong đó 100% giáo viên có trình độ Đại học, 27 giáo viên có trình độ Thạc sĩ. Khi thành lập Trường chỉ có 2 lớp (chuyên Toán, chuyên Văn), đến nay đã có đủ 10 bộ môn chuyên bao gồm Toán, Tin học, Vật lý, Hóa học, Sinh học, Ngữ văn, Lịch sử, Địa lý, Tiếng Anh, Tiếng Pháp và khối cận chuyên. Tính đến năm 2014, nhà trường có 103 cán bộ, giáo viên, nhân viên đang công tác và làm việc.

### Cơ sở mới
Trường chuyển sang cơ sở mới tại KM 2, Quốc lộ 2B, xã Định Trung, Vĩnh Yên, Vĩnh Phúc, với vốn đầu tư 473 tỉ đồng, đi vào hoạt động từ ngày 18/8/2020, được khởi công xây dựng từ tháng 1/2019 trên diện tích 6,56 ha. Công trình với đầy đủ cơ sở vật chất đáp ứng nhu cầu học tập của 1.500 học sinh gồm các hạng mục chính: 45 phòng học lý thuyết, 25 phòng học bộ môn. Ngôi trường này cũng được trang bị và thiết kế hội trường, phòng học cho đội tuyển học sinh giỏi, nhà đa năng, sân vận động, bể bơi, nhà thư viện, ký túc xá... đảm bảo cho việc giảng dạy, học tập, nội trú của học sinh và chuyên gia được mời đến giảng dạy. Phòng học có từ 35 đến 40 chỗ, mỗi bàn giáo viên được trang bị máy tính cấu hình cao. Trong phòng học còn có thêm tủ đựng đồ của học sinh, mỗi phòng học trang bị 2 điều hòa.

## Mô hình đào tạo
Ngay sau khi tái lập tỉnh, tháng 4 năm 1997, Trường Trung học phổ thông Chuyên Vĩnh Phúc được thành lập. Trường được xác định là nơi đào tạo những tài năng trẻ ở khối Trung học phổ thông trên địa bàn, giúp các em học sinh giỏi sau Trung học cơ sở có nguyện vọng và có điều kiện vươn lên sánh vai với đội ngũ học sinh giỏi của cả nước và quốc tế.
Trường Trung học phổ thông chuyên Vĩnh Phúc đã có một cơ ngơi khá khang trang, đủ phòng học cho 30 lớp của 10 môn học chuyên. Trường có đủ các phòng chức năng như: thư viện, phòng máy vi tính, phòng học tiếng; có sân thể thao, vườn thực hành, sân chơi. Từ ngày thành lập đến nay, Trường Trung học phổ thông chuyên Vĩnh Phúc đã đào tạo được 2.935 học sinh tốt nghiệp, đạt tỷ lệ 100%. Hàng năm số học sinh thi đỗ vào đại học, cao đẳng đạt trên 90% (2.700 em).

## Học sinh
Kể từ năm học 2025-2026, số lượng lớp trong một khối là 15 lớp, bao gồm 2 lớp chuyên Toán, 2 lớp chuyên Tin, 1 lớp chuyên Lý, 1 lớp chuyên Hóa, 1 lớp chuyên Sinh, 2 lớp chuyên Văn, 1 lớp chuyên Sử, 1 lớp chuyên Địa, 2 lớp chuyên Anh, 1 lớp chuyên Pháp và 1 lớp chuyên Nhật.
Năm 2009 trường đứng thứ 10 trong số 200 trường Trung học phổ thông có tỷ lệ đỗ ĐH cao nhất.
Đứng trong top 10 trường THPT hàng đầu Việt Nam. Thứ hạng cao nhất tính đến năm 2014 về kết quả thi đại học theo Cục Công nghệ thông tin của Bộ GD&ĐT là vị trí thứ 4.
Năm học 2020-2021, trường đứng đầu cả nước về số giải nhất quốc gia (11 giải), đứng đầu cả nước về tỷ lệ đạt giải trong kì thi HSGQG (89,1%), có Nguyễn Hải Nam đạt giải Nhất quốc gia tiếng Pháp đầu tiên trong lịch sử nhà trường
Điểm trung bình tuyển sinh đầu vào các môn dao động từ 40-42 điểm.

## Thành tích

### Thi Đại học
Trong 5 năm (2000-2005), tỷ lệ học sinh đỗ tốt nghiệp liên tục đạt 100%, trong đó bình quân đạt 38% loại giỏi, 43% loại khá. Tỷ lệ đỗ Đại học – Cao đẳng đạt trên 92%, đặc biệt có 2 học sinh tốt nghiệp Đại học thủ khoa được ghi tên trên Bảng vàng tại Văn Miếu Quốc Tử Giám; 269 học sinh đạt giải Quốc gia (14 giải Nhất, 59 giải Nhì, 111 giải Ba, 85 giải Khuyến khích); Tổng số thành tích đạt được cho đến nay, bộ môn Hóa đạt được nhiều giải nhất quốc gia nhất. Năm học 2010-2011 xếp thứ 5 trong top 200 trường có điểm thi đại học cao nhất Việt Nam.

### Thi Quốc tế
Đặc biệt trong các kỳ thi quốc tế của đoàn học sinh Việt Nam, Trường Trung học phổ thông chuyên Vĩnh Phúc luôn là một trong các trường Trung học phổ thông đạt được những thành tích cao hàng đàu Việt Nam. Cụ thể:
Năm học: 1999 - 2000, Nguyễn Trung Lập đoạt Huy chương Vàng Olympic Toán châu Á - Thái Bình Dương. Nguyễn Thị Phú được tặng Bằng khen Olympic Sinh học Quốc tế.
Năm học 2001 - 2002, Nguyễn Xuân Trường đoạt Huy chương Vàng Olympic Toán Quốc tế. Nguyễn Thị Thùy Dương được tặng bằng khen môn Sinh Quốc tế.
Năm học 2002 - 2003, Vũ Nhật Huy đoạt Huy chương Đồng môn Toán Quốc tế. Nguyễn Thị Thùy Dương đoạt Huy chương Đồng môn Sinh Quốc tế.
Năm học 2003 - 2004, Hoàng Thanh Xuân đoạt Huy chương Đồng môn Vật lý châu Á.
Năm học 2004 - 2005, Nguyễn Thị Phương Dung đoạt Huy chương Vàng Olympic Vật lý Quốc tế. Hoàng Mạnh Hải đoạt Huy chương Đồng môn Vật lý châu Á.
Năm học 2005 - 2006 có Nguyễn Xuân Thọ đoạt Huy chương Bạc môn Toán Quốc tế. Nguyễn Đăng Phương đoạt Huy chương Đồng môn Vật lý Quốc tế, Huy chương Bạc môn lý châu Á. Nguyễn Quỳnh Giang đoạt Huy chương Đồng môn Sinh học trong Olympic Sinh học quốc tế.
Năm học 2006 - 2007 có Nguyễn Xuân Chương đoạt Huy chương Bạc môn Toán Quốc tế.
Năm học 2007-2008 có Nguyễn Mạnh Linh đạt Huy chương Đồng môn Sinh học Quốc tế.
Năm học 2008-2009 có Nguyễn Hoàng Hải đạt huy chương Bạc môn Toán Quốc tế.
Năm học 2011-2012 có Nguyễn Đình Vĩnh Thanh Huy chương Bạc Vật Lý châu Á Thái Bình Dương,Nguyễn Hải Anh huy Chương Đồng Olympic Sinh Học Quốc tế.
Năm Học 2012-2013 có Hoàng Đỗ Kiên Huy chương Bạc Olympic Toán học Quốc tế,Nguyễn Hải Anh Huy Chương Đồng Sinh Học Quốc tế.
Năm học 2015-2016 có Nguyễn Việt Thắng đạt huy chương đồng Olympic Tin học châu Á Thái Bình Dương.
Năm học 2016 - 2017 có Đỗ Văn Quyết đạt Huy chương Đồng Olympic Toán Quốc tế tại Brazil.
Năm học 2018 - 2019 có Vương Tùng Dương đạt Huy chương Bạc Olympic Toán Quốc tế tại Vương quốc Anh.
Năm học 2019 - 2020 có Chu Thị Thanh đạt Huy chương Đồng Olympic Toán Quốc tế
Năm học 2020 - 2021 có Hà Mạnh Duy đạt Huy chương Bạc Olympic Sinh học Quốc tế; Vũ Ngọc Bình đạt Huy chương Đồng Olympic Toán Quốc tế.
Năm học 2021 - 2022 có Vũ Ngọc Bình đoạt huy chương đồng Olympic Toán quốc tế, Phùng Công Hiếu đoạt bằng khen Olympic Châu Á Thái Bình Dương và Đoạt Huy chương đồng quốc tế môn Vật Lý
Năm học 2022-2023 có Vũ Thế Anh đoạt Huy chương Đồng Olympic Sinh học Quốc tế

## Các Câu lạc bộ
Hiện tại trường bao gồm 22 CLB với các hoạt động đa dạng, những sân chơi thú vị để phát triển những kĩ năng mềm ngoài giờ học:
1. CMC - CVP's Media Club (CLB Truyền Thông)
2. CGC - CVP's Guitar Club (CLB Guitar)
3. CEC - CVP's English Club (CLB Tiếng Anh)
4. CDC - CVP's Dance Club (CLB Nhảy)
5. CBC - CVP's Basketball Club (CLB Bóng rổ)
6. CChC - CVP's Charity Club (CLB Thiện nguyện)
7. CSSC - CVP's Soft Skills Club (CLB Kỹ năng sống)
8. CFC - CVP's Football Club (CLB Bóng đá)
9. CSC - CVP's Science Club (CLB Khoa học)
10. CAC - CVP's Art Club (CLB Mỹ thuật)
11. CKC - CVP's Karate Club (CLB Karate-Do)
12. CVC - CVP's Volleyball Club (CLB Bóng chuyền)
13. Olympeak - CVP's Olympia Club (CLB Olympia)
14. CDBC - CVP's Debate Club (CLB Tranh biện)
15. CBadC - CVP's Badminton (CLB Cầu lông)
16. Book-A-Peer - CVP's Book Club (CLB Sách)
17. CSAC - CVP's Student Aboard Club (CLB Du học)
18. CMUNC - CVP's Model United Nations Club (CLB Mô phỏng Hội nghị Liên Hợp Quốc)
19. Dee - Unde of CVP (CLB Ẩm Thực)
20. CMSC - CVP's Mind Sports Club (CLB Thể Thao Trí Tuệ)
21. CPC - CVP's Psychology Club (CLB Tâm Lý Học)
22. Information Technology Club of CVP (CLB Công Nghệ Thông Tin)
23. MOC - Movie Of CVP (CLB Điện ảnh)
24. CIMC - CVP's Instrumental Music Club (CLB Hoà tấu)

## Các hoạt động, sự kiện lớn
1. The Outset: Chương trình chào 10
2. Tiếp Sức Mùa Thi : Chương trình tiếp sức mùa thi chuyển cấp
3. CVP's Orientation Day: Ngày lễ định hướng dành cho tân học sinh CVP
4. Open Day: Trải nghiệm 1 ngày làm học sinh CVP tổ chức bởi CSSC (CVP's Soft Skills Club)
5. Ngày hội Tuyển sinh và Du học
6. Bếp Củi: Chương trình từ thiện do CGC (CVP's Guitar Club) tổ chức
7. L'Aurore Polaire, Les Étoiles Bleues: Dạ hội, trại do khối chuyên Pháp tổ chức
8. Razzle Dazzle, Reply 2000s: Prom cuối cấp (Senior Prom) do CEC (CVP's English Club) tổ chức
9. Jingle Mingle: Prom giáng sinh do CEC (CVP's English Club) tổ chức
10. Cozy Eve: Prom giáng sinh từ thiện do CChC (CVP's Charity Club) tổ chức
11. Xuân Yêu Thương
12. CMUN, Mock MUN: Mô phỏng Hội nghị Liên Hợp Quốc do CMUNC (CVP's Model United Nations Club) tổ chức

## Trang tin
- THPT Chuyên Vĩnh Phúc
- Kí Túc Xá CVP Confessions
- Chuyện Ở Chuyên
- Chuyên Vĩnh Phúc Moments
- Humans of CVP - CVP's Journal

## Các liên kết khác
- Trang thông tin điện tử trường thpt Chuyên Vĩnh Phúc
- Chuyên Vĩnh Phúc trên Facebook
- Chuyên Vĩnh Phúc trên X r
- https://www.facebook.com/cvpmoments/